# Lepniczka grzybolubna
Naohidea sebacea (Berk. & Broome) Oberw (lepniczka grzybolubna) – gatunek grzybów z rzędu Naohideales.

## Systematyka i nazewnictwo
Pozycja w klasyfikacji według Index Fungorum: Naohideaceae, Naohideales, Incertae sedis, Cystobasidiomycetes, Pucciniomycotina, Basidiomycota, Fungi.
Polską nazwę nadał Wojewoda w 2003, uprzednio nadawszy nazwę płaskolepek międzyrzecki w 1977.

## Występowanie
Występuje w Europie, Ameryce i Australii, GBIF notuje też jedno wystąpienie w Azji. Rośnie na starych podkładkach grzyba Botryosphaeria dothidea, znaleziono też egzemplarz pasożytujący Dothiorella iberica. W Czerwonej Liście ma status E – wymierający - krytycznie zagrożony.